# 東華東院
東華東院（英語：Tung Wah Eastern Hospital，簡稱東院或東東）是香港一所公營醫院，成立於1929年，是東華三院的重要成員之一，由醫院管理局所管理。醫院位於香港灣仔區銅鑼灣掃桿埔東院道19號，鄰近香港大球場，為香港島東區的居民提供多元化的住院及門診服務。1991年12月，醫院正式加入醫院管理局，1993年加入港島東聯網。
除了一般醫療服務外，東華東院更附設基督教院牧部、病人資源中心、東華東院婦女健康普查部、糖尿病中心牙科診所及東華三院東華東院-香港理工大學中醫藥臨床研究服務中心。

## 歷史

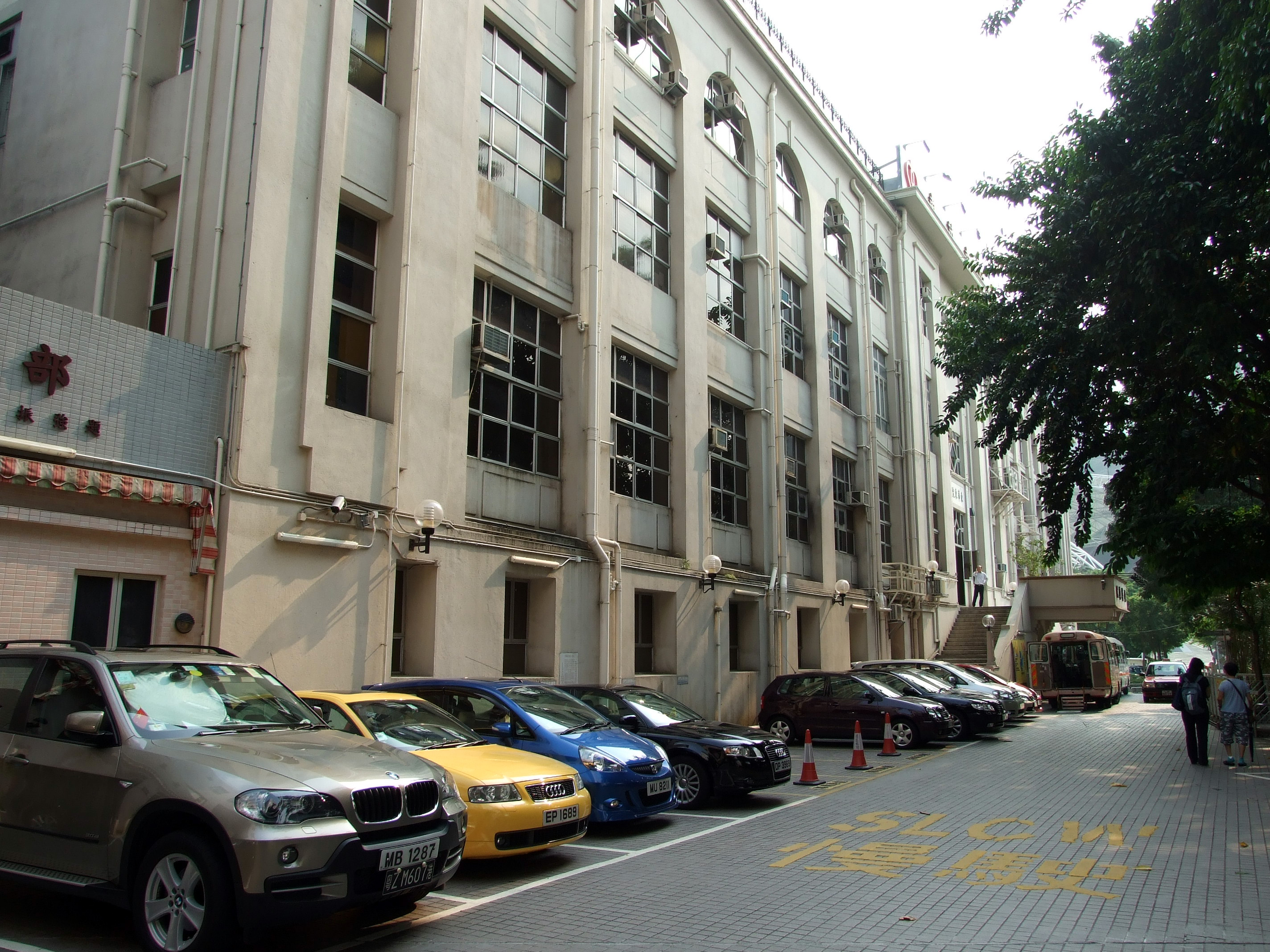
現時舊翼的迴廊已全被封蓋

1924年港督司徒拔批准在灣仔撥地興建新醫院，同時將於1921年開辦的「集善醫院」併入，改名為「東華東院」。經各總理視察後，選址掃桿埔近法國醫院，原本批地只有10萬平方呎，經商議後增至15萬6,500平方呎，為當時三院中最大的面積，由巴馬丹拿設計，預定約200多張病床。
與東華醫院及廣華醫院不同，東華東院採用西式建築設計及醫療設備，初建時為兩翼四層的建築物，每層設有寬闊的迴廊，而房間亦有木製百頁窗與走廊相通，增加天然光線及使空氣流通；醫院設有割症房、X光鏡房等先進西醫院設施，亦更加重視衛生環境，總共耗資高達近40萬元，於1929年底落成啟用。
汲取廣華醫院總理要求更大自主權的教訓，東華東院由東華醫院總理直接管理，每星期巡視一次，院內大小事務均由東華醫院決定。
1930年和1932年東華東院先後增建兩翼，同為四層，設有男女病床56張、產房病床14張及女護士寢室一層，共費5萬餘元。

## 發展
1997年東華東院開始了醫療服務重整計劃，東華三院董事局撥款1,770萬元在東華東院成立復康日間醫院，並於1999年2月啟用，為非住院病人提供醫療護理及復康服務，基於「曾憲備慈善基金」曾捐款498萬元支持東華三院的醫療服務，三院董事局將復康日間醫院以曾先生之名命名為「曾憲備復康日間醫院」；而綜合社區復康中心和心臟復康及資源中心亦分別於2001年2月及2004年3月相繼投入服務，為病人提供更全面的社區復康評估及日間復康治療；東華三院董事局再撥款1,150萬元於東華東院成立綜合糖尿病科研及教學中心，並於2003年投入服務，中心佔地兩層，為病者提供一站式及全面的糖尿病治療及護理服務，為感謝吳維新捐款350萬元支持東華三院的醫療服務，特將中心以吳氏母親命名為「吳莊秀美綜合糖尿病科研及教學中心」。
東華東院是港島東醫院聯網的主要復康醫療中心。現時醫院主要設有眼科（東華三院盧家騶眼科醫療紀念中心）、內科、老人科、復康科、糖尿科和矯形及創傷科的住院及專科門診服務。

## 服務範圍

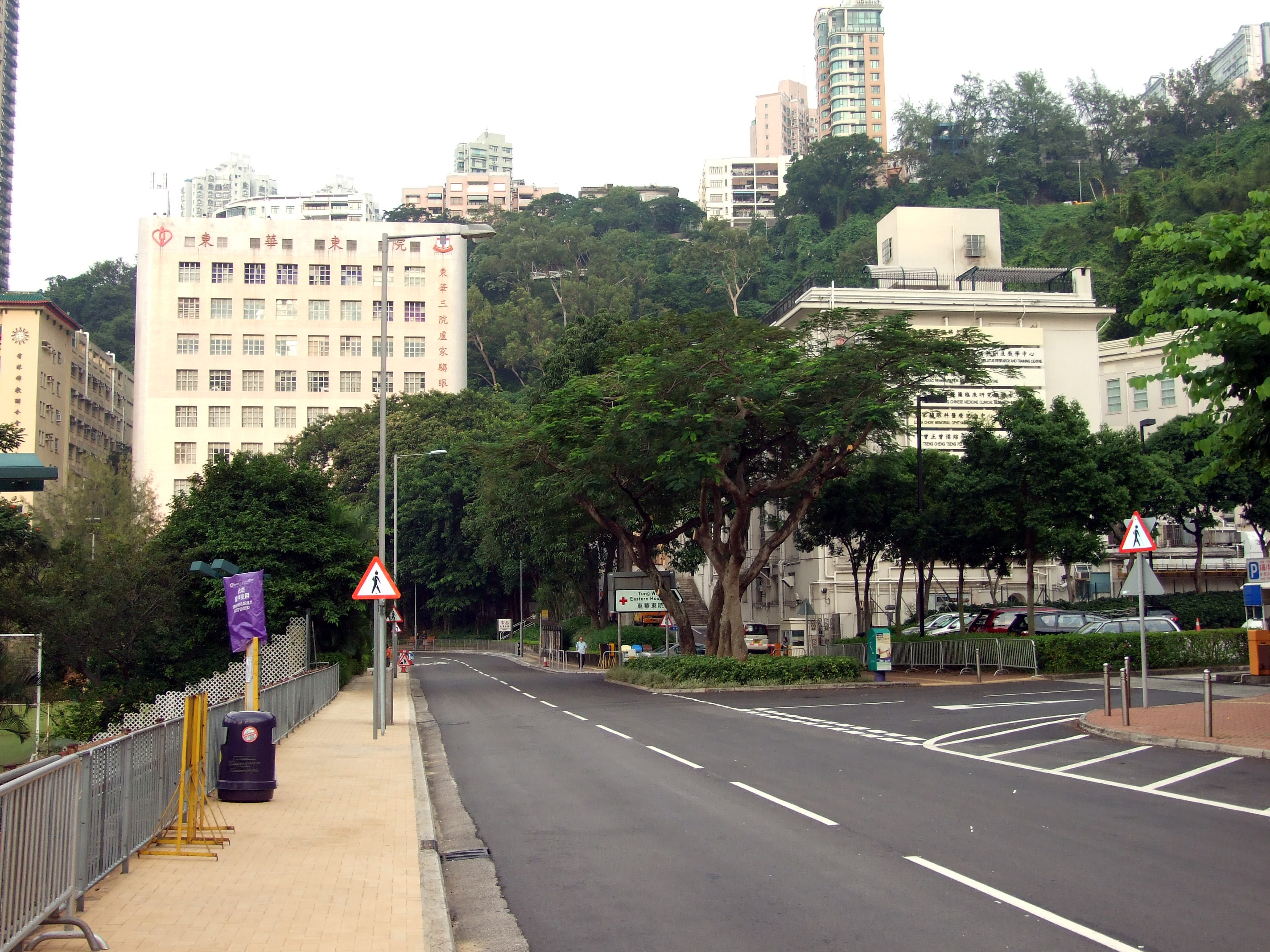
東華東院

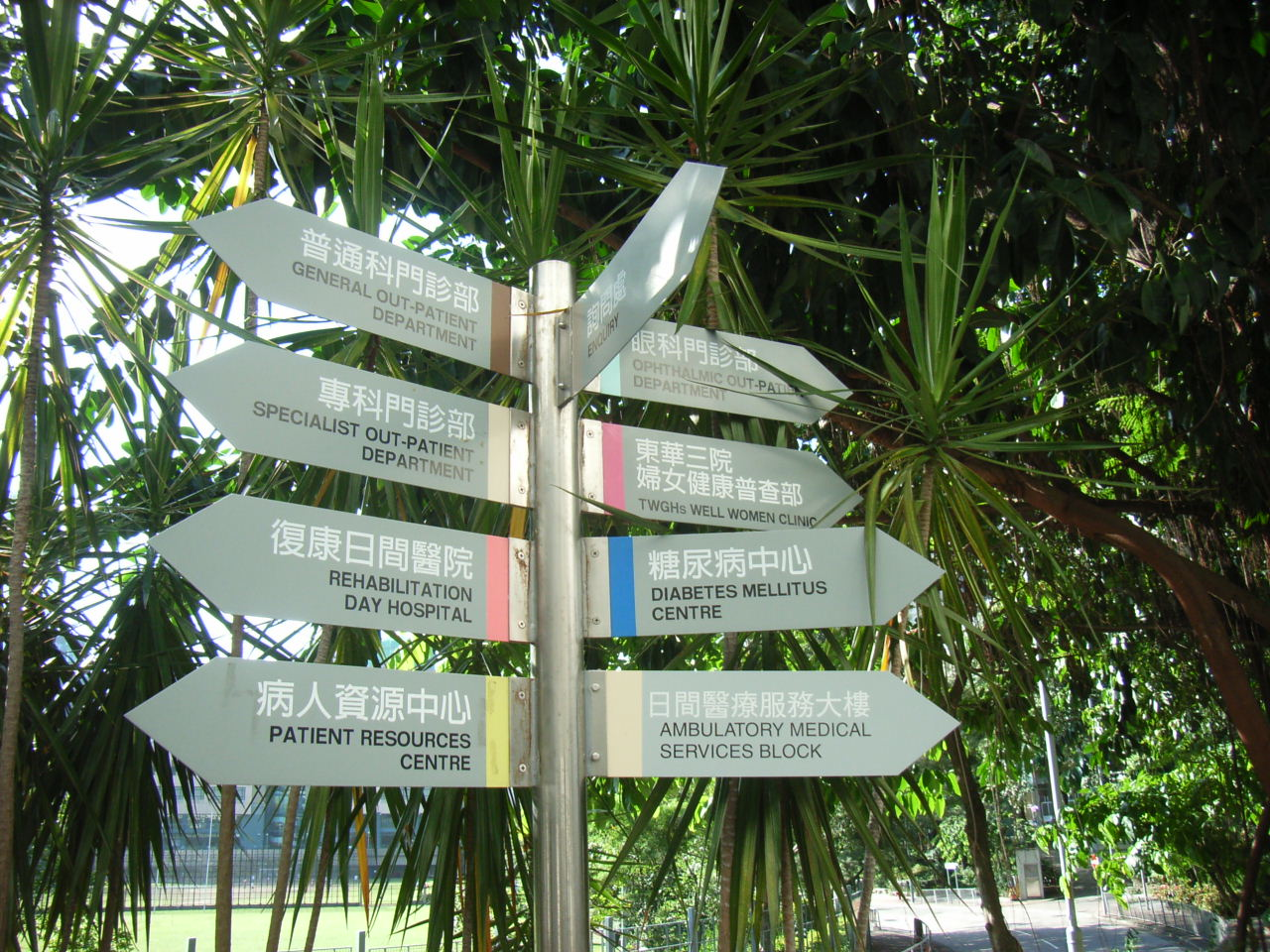
東華東院的各部門

專科
| - 眼科 - 內科 |  | - 老人科 - 糖尿科 |  | - 復康科 - 矯形及創傷外科 |

專科復康
| - 胸肺復康科 - 心臟復康科 |  | - 中風復康科 - 腦內外復康科 |  | - 骨科復康科 - 肌肉及骨骼系統科 |

專職醫療服務
| - 臨床心理學 - 醫務社會工作 - 視光檢查 - 病理學 - 物理治療 |  | - 義肢及矯形服務 - 言語治療 - 營養輔導服務 - 職業治療 |  | - 視覺矯正 - 藥劑服務 - 足病診療服務 - 放射診斷服務 |

日間醫療服務
| - 復康日間醫院 - 綜合社區復康中心 |  | - 綜合糖尿病科研及教學中心 - 心臟復康及資源中心 |  | - 眼科日間手術中心 |

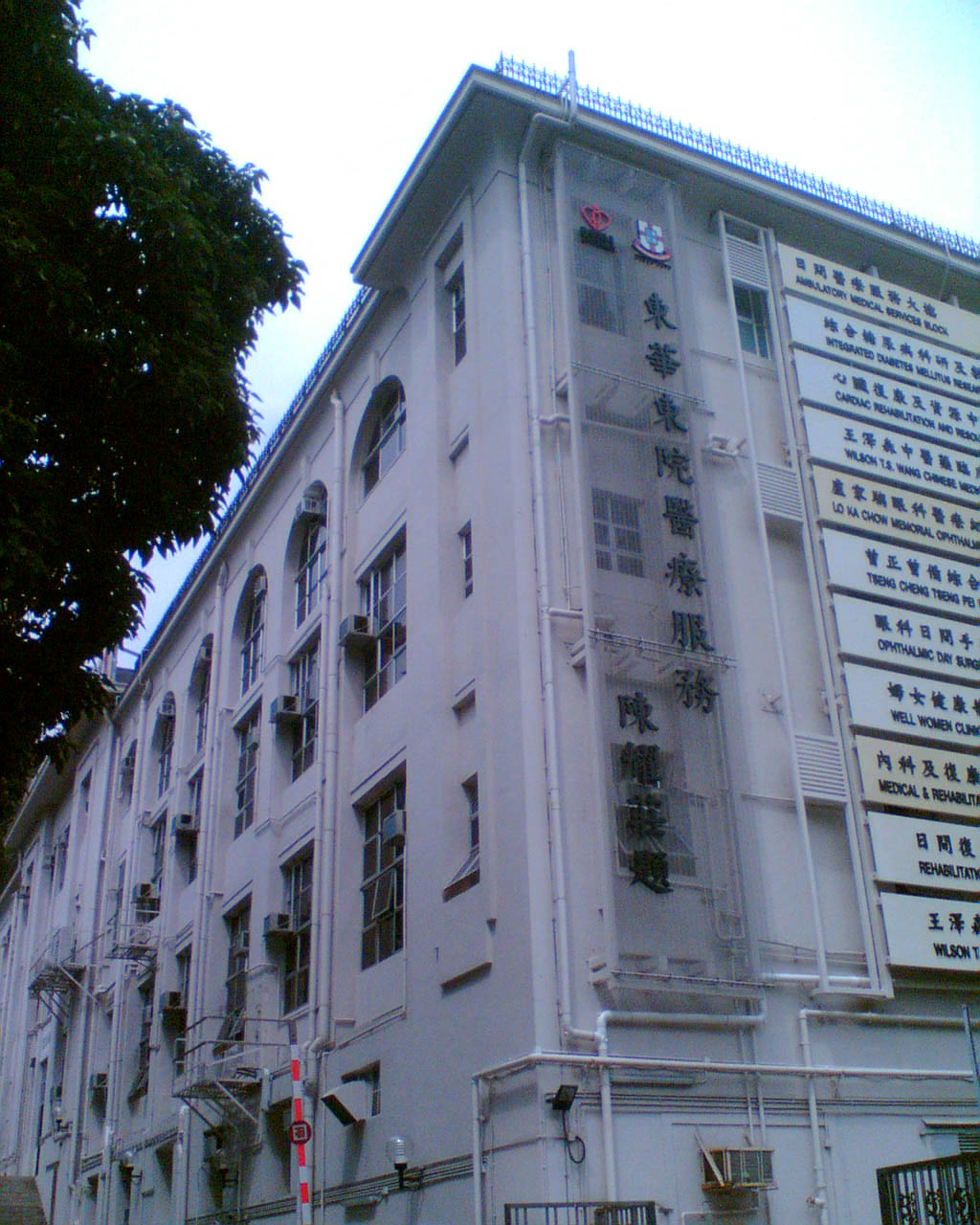
東華東院舊翼
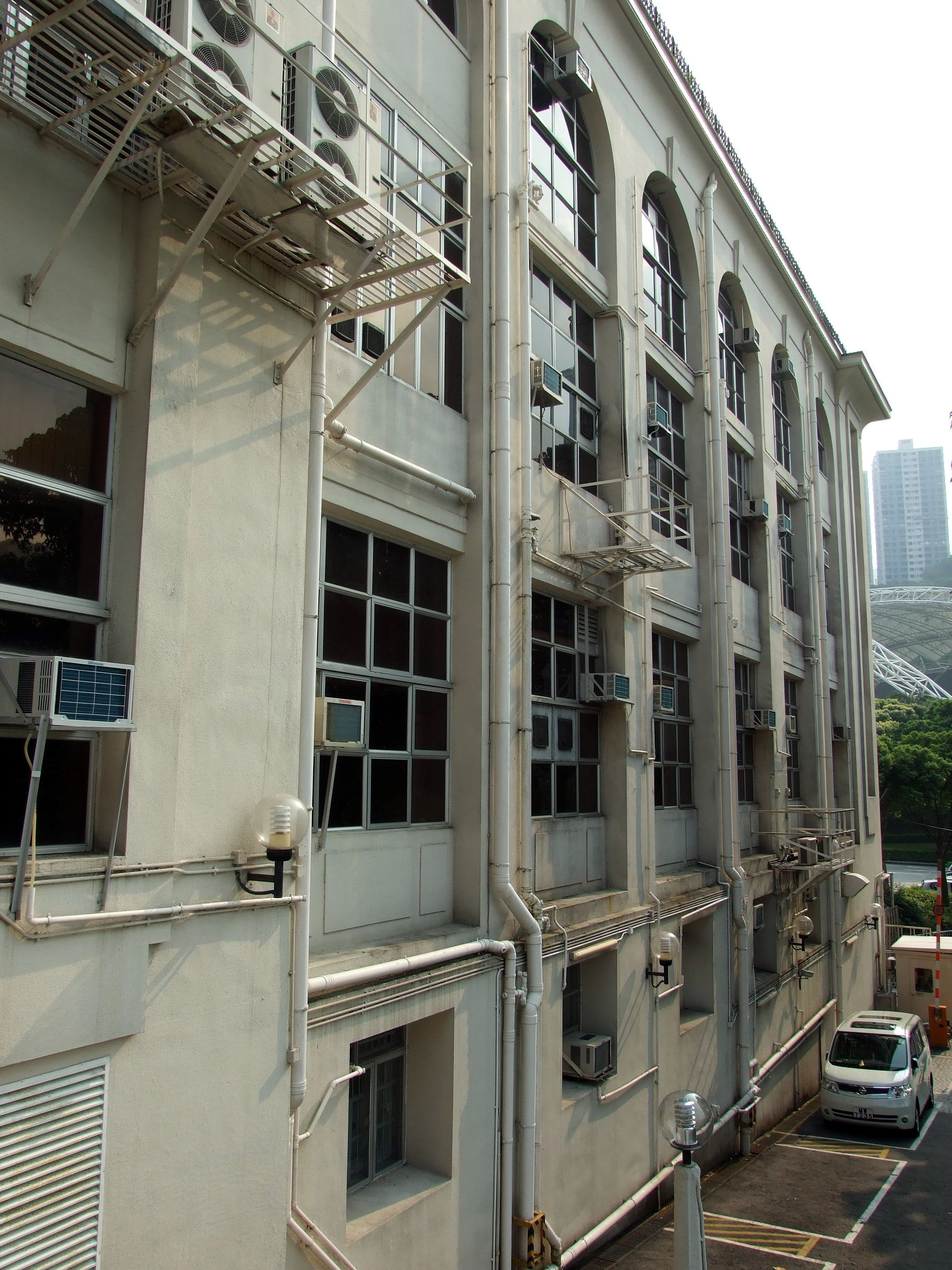
舊翼外牆
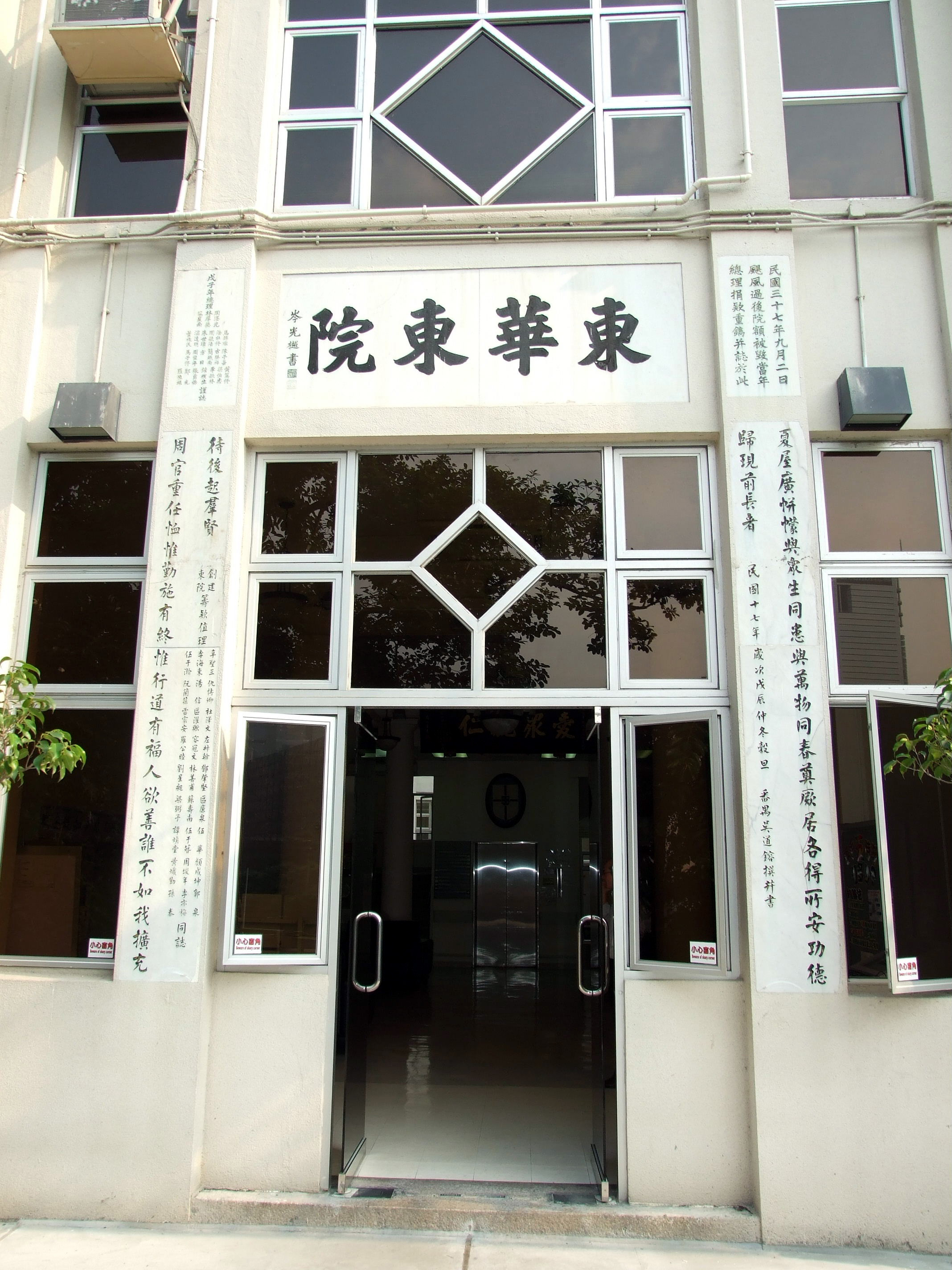
舊翼入口
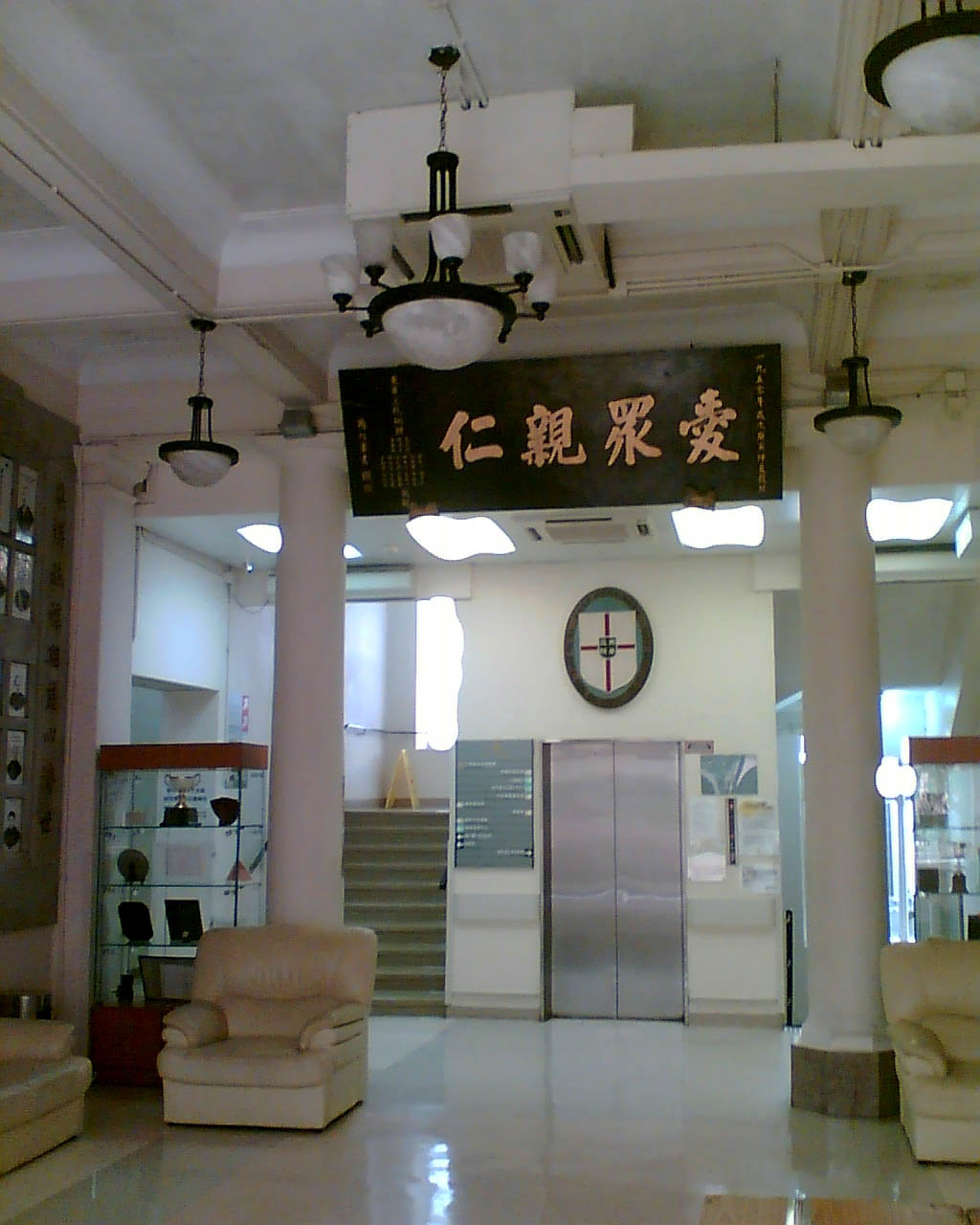
舊翼大堂
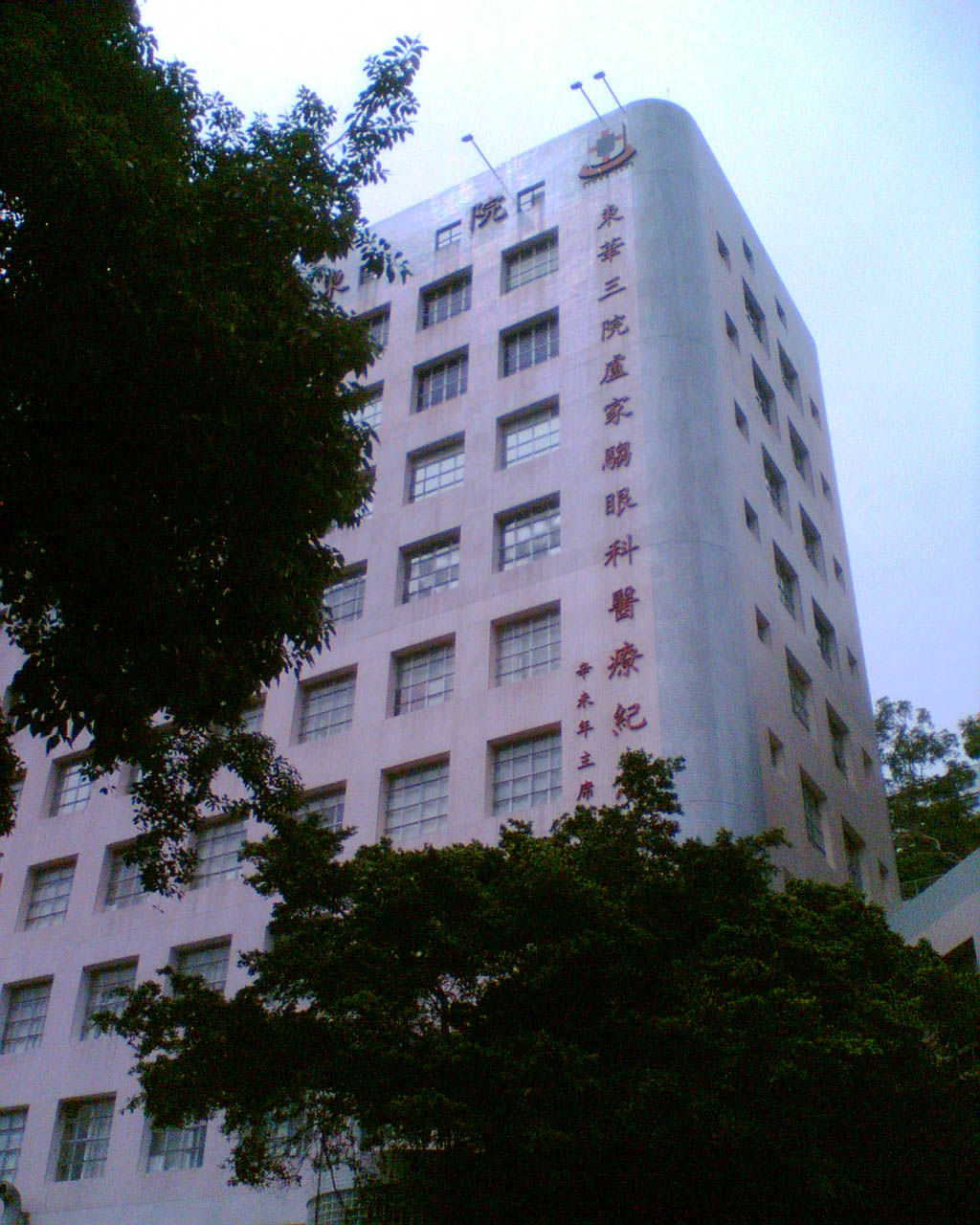
眼科醫療紀念中心
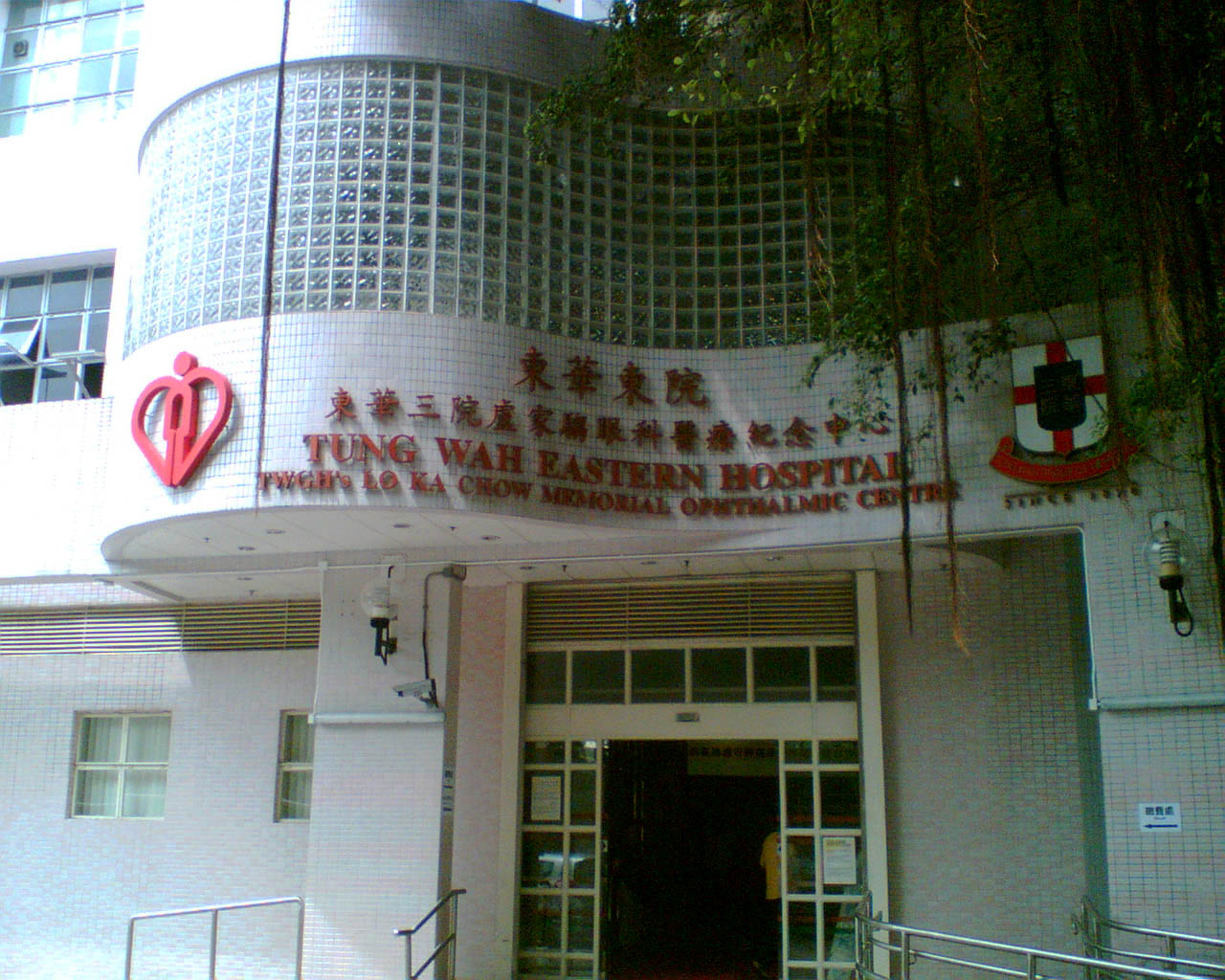
眼科醫療紀念中心入口
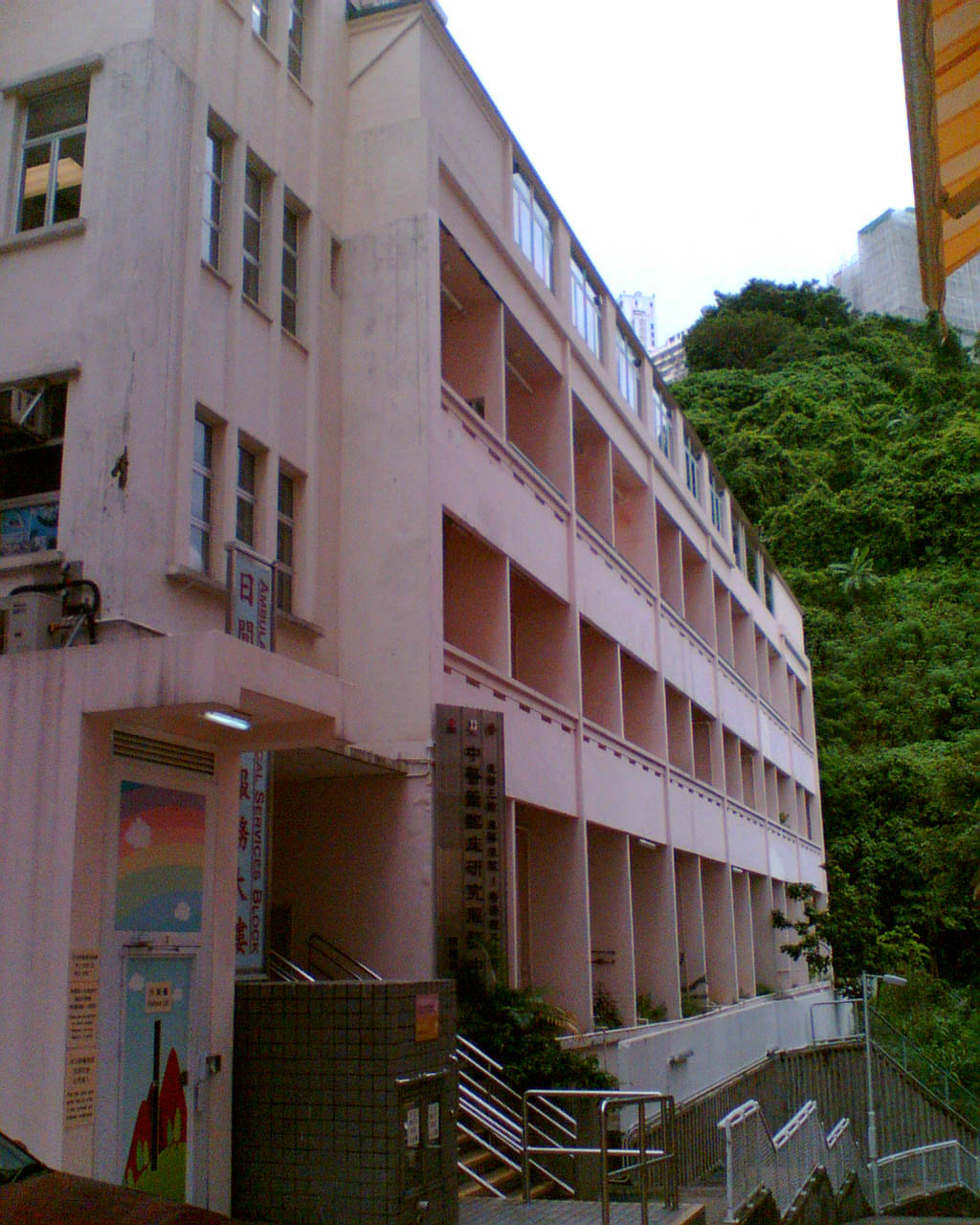
復康日間醫院
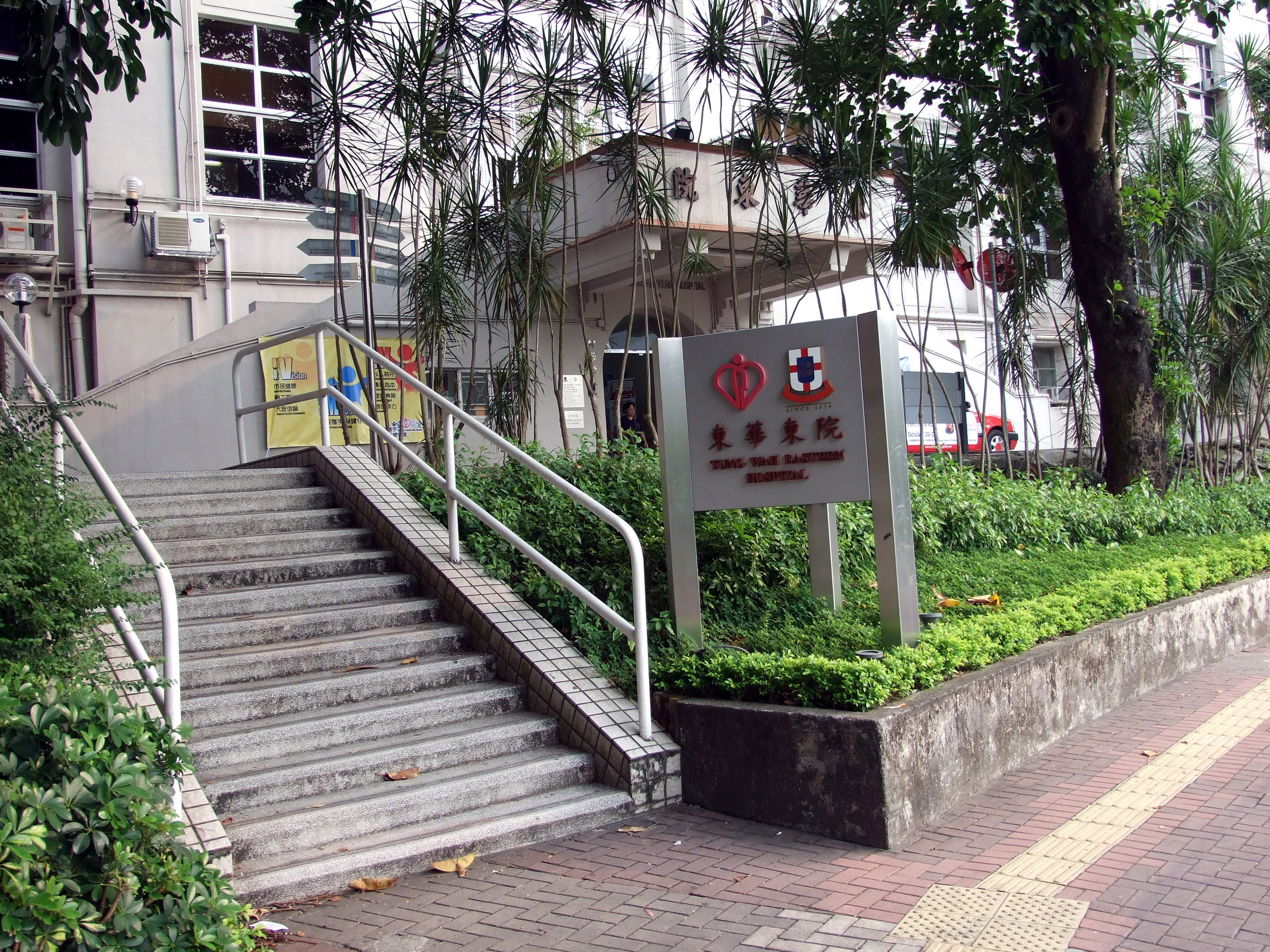
東華東院名牌

## 外部連結
- 東華東院 （页面存档备份，存于）
- 醫管局：東華東院 （页面存档备份，存于）